# Nemanja Zlatković
Nemanja Zlatković (Немања Златковић; sinh ngày 21 tháng 8 năm 1988) là một cầu thủ bóng đá Serbia thi đấu cho Voždovac.